# Damnation (serie televisiva)
Damnation è una serie televisiva statunitense drammatica. La serie è una co-produzione tra Universal Cable Productions e Netflix. Netflix ha trasmesso l'opera in tutto il mondo mentre negli Stati Uniti fu mandata in onda sul canale USA Network. La serie è stata presentata per la prima volta il 7 novembre 2017. Il 25 gennaio 2018 è stato annunciato che la serie era stata cancellata dopo una stagione.

## Trama
Ambientato negli anni trenta, Damnation segue un uomo che si atteggia a un predicatore locale mentre raduna i cittadini per combattere contro gli industriali e parte del governo.

## Episodi
| Stagione       | Episodi | Prima TV USA | Pubblicazione Italia |
| -------------- | ------- | ------------ | -------------------- |
| Prima stagione | 10      | 2017-2018    | 2018                 |

## Soggetto
La campagna dell'Associazione degli agricoltori contadini per uno sciopero, nei primi anni '30, è l'evento storico reale su cui si basa la storia. La serie è essenzialmente basata sulla contea di Plymouth, Iowa durante questo periodo, e sullo sciopero e gli eventi correlati nel capoluogo della contea di Le Mars, Iowa e nelle aree rurali della contea, precisamente all'inizio del maggio 1932. Uno sciopero dei minatori allo stesso tempo in Kentucky è la base della trama.

## Personaggi e interpreti

### Personaggi principali
- Seth "Preacher Seth" Davenport, interpretato da Killian Scott, un enigmatico predicatore dietro gli scioperi della contea di Holden, che ha un passato misterioso e non è quello che sembra essere.
- Creeley Turner, interpretato da Logan Marshall-Green, fratello maggiore di Seth e detective della Pinkerton.
- Amelia Davenport, interpretata da Sarah Jones, moglie di Seth, scrive sermoni infiammatori con lo pseudonimo di "Dr. Samuel T. Hopkins".
- Bessie Louvin, interpretata da Chasten Harmon, l'unica prostituta al bordello locale che è capace di leggere ed è "impegnata" da Creeley per essere la sua segretaria.
- Don Berryman, interpretato da Christopher Heyerdahl, sceriffo locale di Holden, che possiede anche il speakeasy e il casinò della città.
- Connie Nunn, interpretata da Melinda Page Hamilton, agente dell'agenzia investigativa internazionale William J. Burns, con un profondo rancore verso Seth.
- DL Sullivan, interpretato da Joe Adler, un giornalista del giornale locale della città.

### Personaggi secondari
- Melvin Stubbs, interpretato da Paul Rae.
- Martha Riley, interpretata da Phillipa Domville.
- Raymond Berryman, interpretato da David Haysom, vice sceriffo.
- Calvin Rumple, interpretato da Dan Donohue.
- Burt Babbage, interpretato da Tom Butler.
- Lew Nez, interpretato da Juan Javier Cardenas.
- Victor, interpretato da Arnold Pinnock.
- Preston Riley, interpretato da Teach Grant.
- Martin Eggers Hyde PhD, interpretato da Gabriel Mann.
- Tennyson Duvall, interpretato da Zach McGowan.
- Gram Turner, interpretato da Timothy V. Murphy.
- Tanner Phillips, interpretato da Bradley Stryker.
- Sam Riley Jr., interpretato da Rohan Mead.
- Brittany Butler, interpretata da Alexis McKenna.
- Cynthia Rainey, interpretata da Hannah Masi.
- Della, interpretata da Nola Augustson.

### Guest star
- Pitchfork Perry, interpretato da Luke Harper (episodio 5).

## Produzione
Originariamente, Aden Young era destinato a svolgere il ruolo del personaggio principale, ma si ritirò a causa di differenze creative e in seguito fu sostituito da Killian Scott.

## Accoglienza

### Critica
Il sito web aggregatore di recensioni Rotten Tomatoes ha riportato un tasso di approvazione del 58%, con un punteggio medio di 6.36 / 10 basato su 19 recensioni. Il consenso del sito web afferma che "il complesso mistero di Damnation è intrigante, anche se a volte sembra un compito a casa". Metacritic, che utilizza una media ponderata, ha assegnato un punteggio di 57 su 100 sulla base di 15 recensioni, indicando "recensioni miste o medie".